# Софія Єлизавета Баварська
Софія Баварська (нім. Sophie von Bayern), (нар. 28 жовтня 1967) — герцогиня Баварська, принцеса Ліхтенштейну, донька герцога Баварського Максиміліана Емануеля та шведської графині Дуглас Єлизавети Крістіни, дружина спадкоємця княжого престолу Ліхтенштейна Алоїза Філіпа.

## Молоді роки
Софія Єлизавета Марія Габріела Баварська народилася 28 жовтня 1967 року у Мюнхені. Вона була первістком в родині баварського герцога Максиміліана Емануеля Віттельсбаха та його дружини, шведської графині Єлизавети Крістіни Дуглас. 

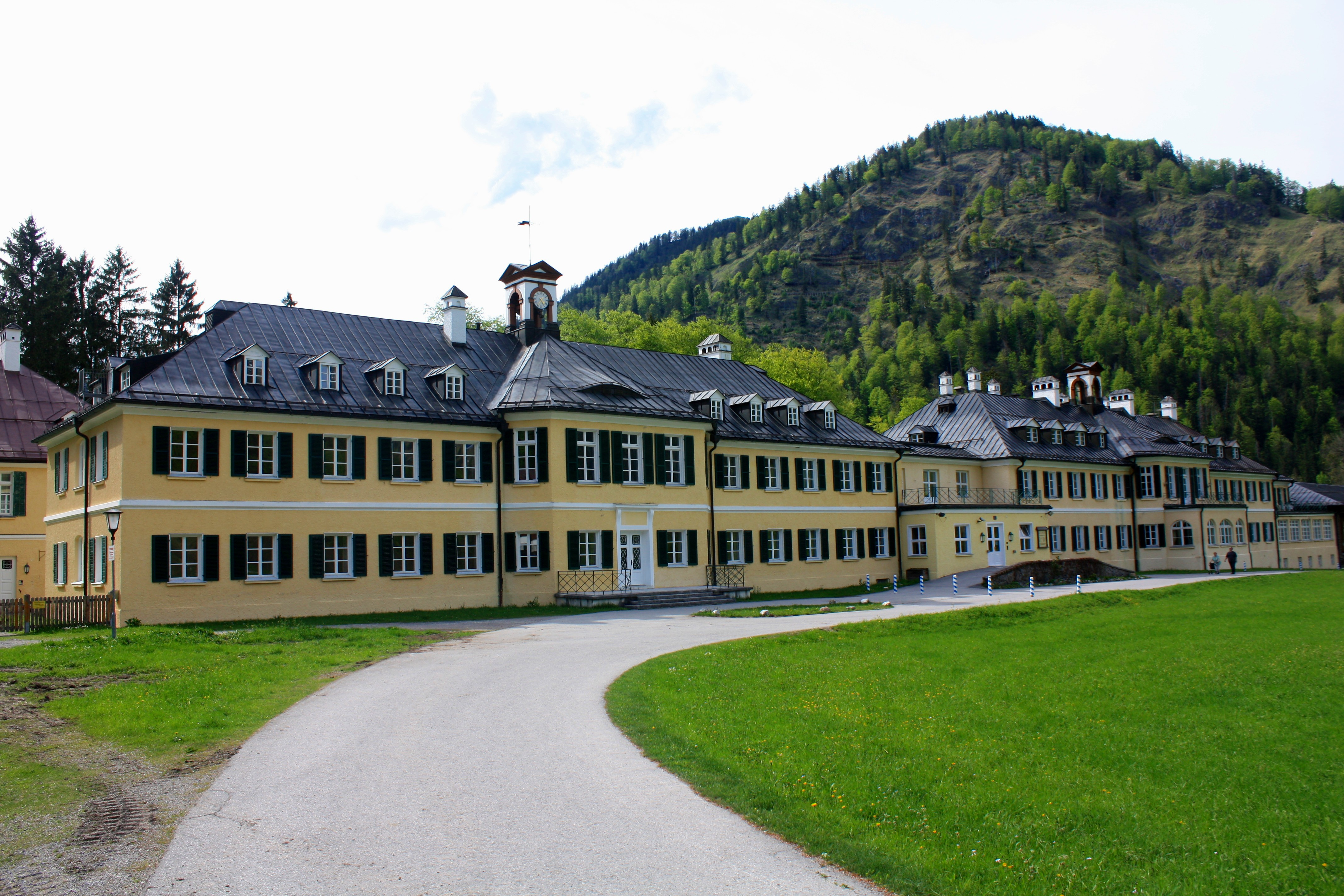
Wildbad Kreuth

У наступні вісім років у дівчинки з'явилися ще чотири сестри: Марія Кароліна, Єлена Євгенія, Єлизавета Марія та Марія Анна. Родина тоді мешкала у Wildbad Kreuth поблизу озера Тегернзєє. Там Софія і закінчила перші класи початкової школи. З 1978 по 1980 рік вона навчалася у початковій англійській школі для дівчаток у Хайліґенштадті. Потім вона продовжила навчання у жіночій середній школі Ґоґенбург в Ленґрісі. Від 1984 року Софія навчалася в мюнхенській гімназії Адольфа Вебера, яку закінчила з атестатом зрілості у 1988-му. Потім вона переїхала до Лондона, де відвідувала школу дизайну інтер'єра. Також вивчала англійську мову та літературу в католицькому університеті в Айхштетті.
У 1991 вийшла заміж її молодша сестра Марія Кароліна. А через два роки її приклад наслідувала і Софія.

## Шлюб та діти

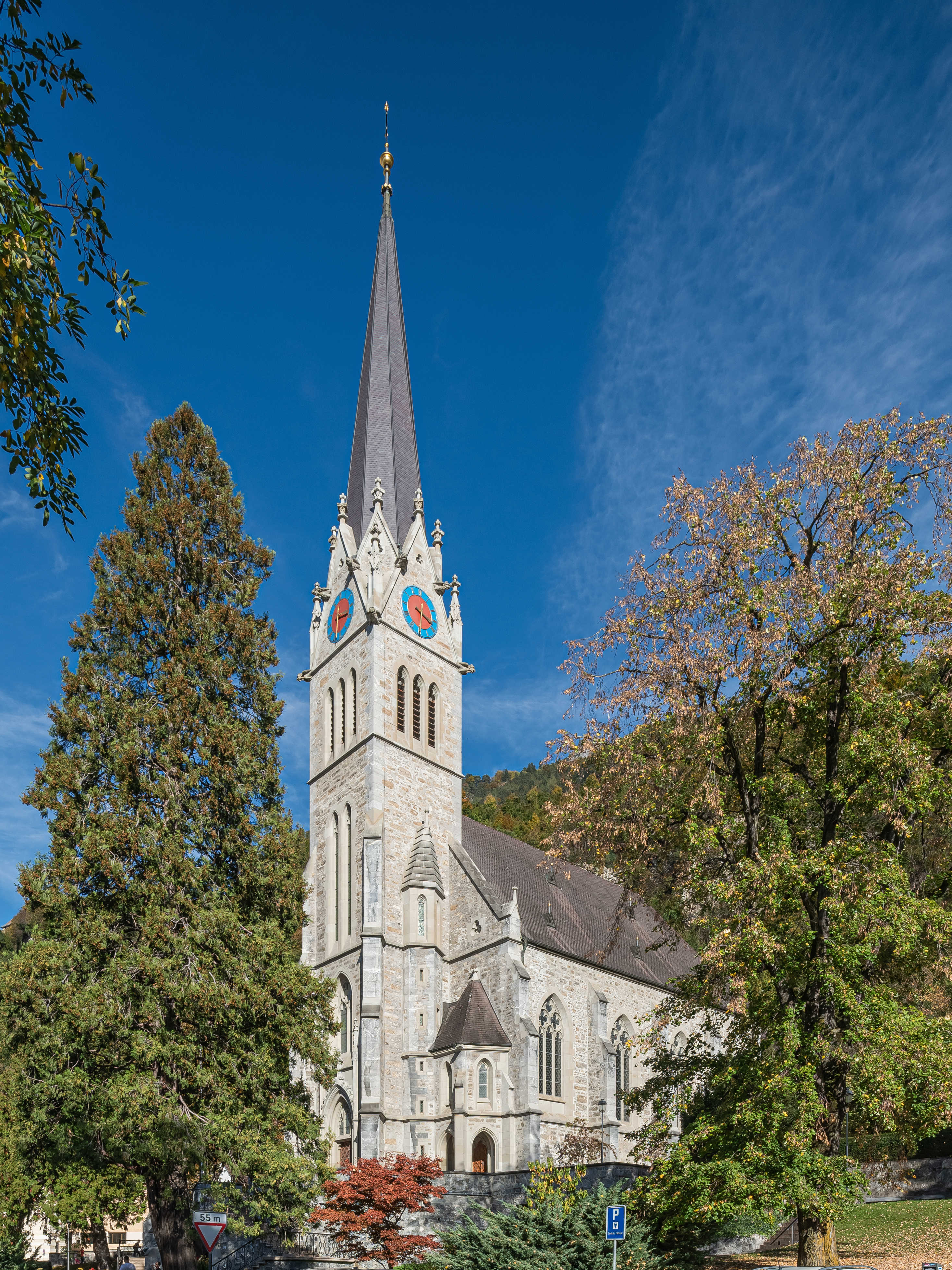
Собор Св. Флорина, де вінчалися Софія та Алоїз

3 липня 1993 року Софія побралася із старшим сином правлячого князя Ліхтенштейну і спадкоємцем престолу Алоїзом Філіпом. Церемонія вінчання проходила в католицькому соборі Св. Флорина у місті Вадуц. Нареченим було по 25 років. Від моменту заключення шлюбу Софія стала громадянкою Ліхтенштейну.
У подружжя народилося четверо дітей. Всі вони мають титули принца (принцеси) фон унд цу Ліхтенштейн та графа (графині) Рітберг.
У 2006 році Софія відкрила в австрійському містечку Фельдкірх організацію допомоги вагітним жінкам («schwanger.li»), яка надає послуги, в першу чергу, тим жінкам, що знаходяться у важкому стані.
Відповідно до вимог етикету, звертанням до принцеси Ліхтенштейнської Софії є «Ваша Королівська високість», оскільки вона веде своє походження від в минулому царюючого в Баварії роду Віттельсбахів і, згідно з протоколом, має більш високий ранг, ніж її чоловік («Його Світлість»).
Як нащадок королівського роду Стюартів, принцеса Софія, у випадку смерті її батька Макса та дядька Франца, отримає право успадковувати титул королева Англії, Шотландії та Франції і буде розглядатися якобітами як спадкоємиця британської корони.

## Родина
Чоловік — Алоїз Філіп
ДІти:
- Йозеф Венцель (*1995)
- Марія Кароліна (*1996)
- Георг Антоніус (*1999)
- Ніколаус Себастьян (*2000)